# Cavalleria rusticana (opera)
Cavalleria rusticana è un'opera in un unico atto di Pietro Mascagni, su libretto di Giovanni Targioni-Tozzetti e Guido Menasci, tratto dalla novella omonima di Giovanni Verga.
Andò in scena per la prima volta il 17 maggio 1890 al Teatro Costanzi di Roma, con Gemma Bellincioni e Roberto Stagno.
Viene spesso rappresentata insieme a un'altra opera breve, Pagliacci (1892) di Ruggero Leoncavallo, con la quale è considerata una delle più rappresentative opere veriste. Questo particolare abbinamento venne proposto per la prima volta al Metropolitan Opera House di New York il 22 dicembre 1893 e in Italia due giorni dopo presso il teatro Politeama Reinach di Parma e venne legittimato dallo stesso Mascagni, che nel 1926, al Teatro alla Scala di Milano, diresse, nella stessa soirée, entrambe le opere. Cavalleria rusticana veniva talvolta eseguita insieme a Zanetto, dello stesso compositore.

## Genesi

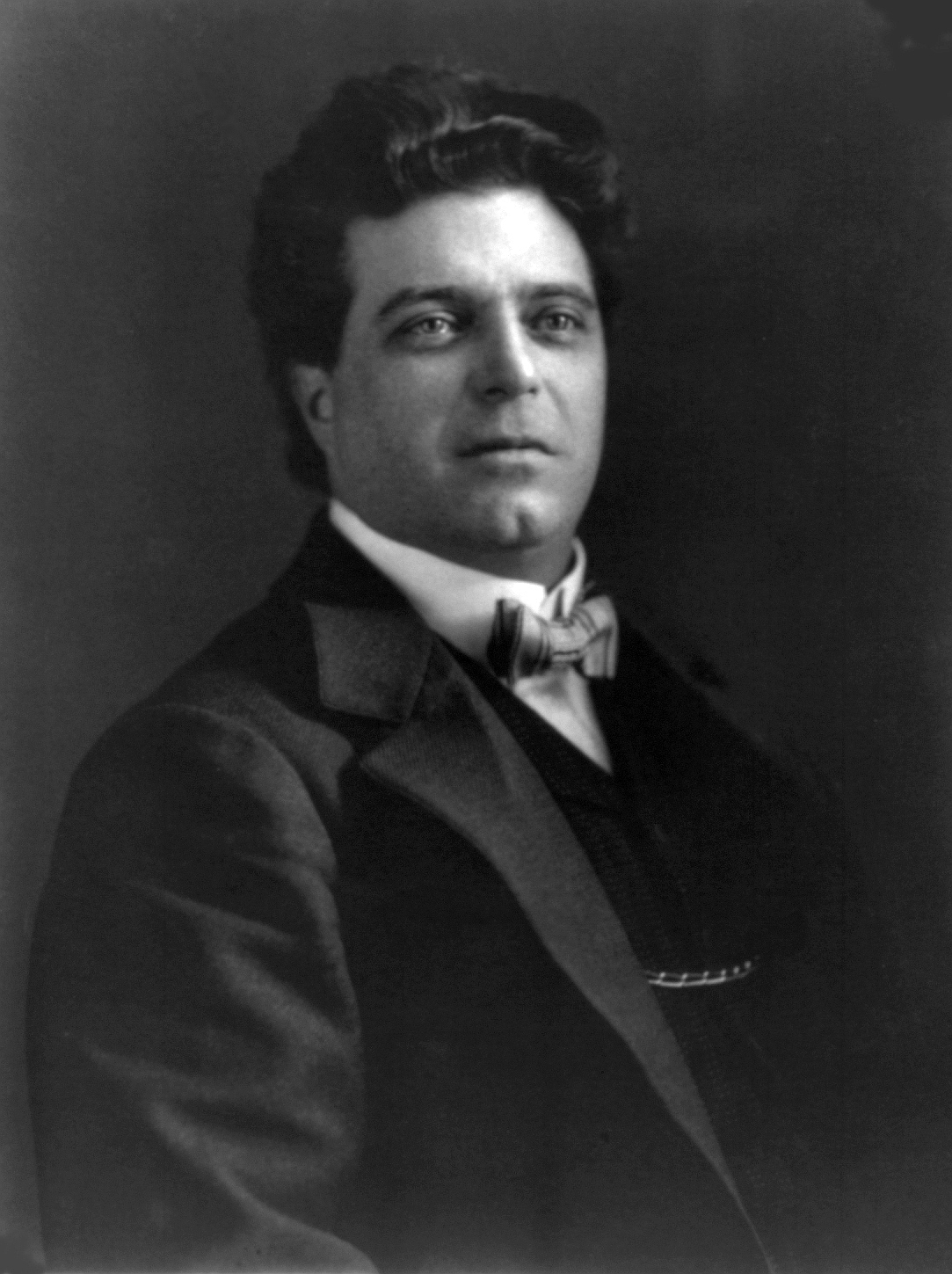
Mascagni nel 1903

Cavalleria rusticana fu la prima opera composta da Mascagni ed è certamente la più nota fra le sedici composte dal compositore livornese (oltre a Cavalleria rusticana, solo Iris e L'amico Fritz sono rimaste nel repertorio stabile dei principali enti lirici). Il suo successo fu enorme già dalla prima volta in cui venne rappresentata al Teatro Costanzi di Roma, il 17 maggio 1890 e tale è rimasto nel ventunesimo secolo.
Nel 1888 l'editore milanese Edoardo Sonzogno annunciò un concorso aperto a tutti i giovani compositori italiani che non avevano ancora fatto rappresentare una loro opera. I partecipanti dovevano scrivere un'opera in un unico atto, e le tre migliori produzioni (selezionate da una giuria composta da cinque importanti musicisti e critici italiani) sarebbero state rappresentate a Roma a spese dello stesso Sonzogno.
Mascagni, che all'epoca risiedeva a Cerignola, dove dirigeva la locale banda musicale, venne a conoscenza di questo concorso solo due mesi prima della chiusura delle iscrizioni e chiese al suo amico Targioni-Tozzetti, poeta e professore di letteratura all'Accademia Navale di Livorno, di scrivere un libretto. Targioni-Tozzetti scelse Cavalleria rusticana, di Verga come base per l'opera. Egli e il suo collega Guido Menasci lavoravano per corrispondenza con Mascagni, mandandogli i versi su delle cartoline. L'opera fu completata l'ultimo giorno valido per l'iscrizione al concorso. In tutto, furono esaminate settantatré opere e il 5 marzo 1890 la giuria selezionò le tre opere da rappresentare a Roma: Labilia di Nicola Spinelli, Rudello di Vincenzo Ferroni, e Cavalleria rusticana di Pietro Mascagni.

## Trama
La vicenda si svolge a Vizzini, un paesino della Sicilia orientale. All'alba della domenica di Pasqua, nel paese si ode una serenata dedicata a Lola, moglie del carrettiere Alfio. Pian piano il paese si sveglia e tutti si preparano per il giorno di festa; Lucia, proprietaria di un'osteria, prepara il vino per i festeggiamenti che avranno luogo dopo la messa. Da lei si reca Santuzza, fidanzata di suo figlio Turiddu; sconvolta, la ragazza le rivela un'amara verità: Turiddu la tradisce. Prima di partire per il servizio militare, il ragazzo si era infatti promesso a Lola; tuttavia il periodo di leva si era protratto e la donna, stanca di aspettare, si era sposata con Alfio. Al suo ritorno, per ripicca, Turiddu si era fidanzato con Santuzza, ma successivamente aveva approfittato delle assenze di Alfio per riprendere clandestinamente la relazione con Lola.
Lucia cerca di convincere Santuzza di essere in errore, ma il loro discorso è interrotto dall'inizio della messa. Poco dopo arriva lo stesso Turiddu, che saluta la sua fidanzata; questa, esasperata, gli rinfaccia i continui tradimenti, ma lui nega tutte le accuse. La lite è interrotta dall'arrivo della stessa Lola, che provoca Santuzza cantando una canzone dedicata al suo amato; i due si recano insieme in chiesa, mentre Santuzza, al colmo della disperazione, scaglia una maledizione su Turiddu. Poco dopo arriva Alfio, che chiede a Santuzza dove sia sua moglie; lei incautamente gli svela la tresca, pentendosene immediatamente; Alfio giura infatti vendetta contro il suo rivale.
La messa termina e tutti i paesani si recano all'osteria di Lucia, dove intonano gioiosi brindisi alle gioie della vita. Torna Alfio, al quale Turiddu offre un bicchiere di vino; questi rifiuta sdegnato, e lo sfida a duello all'arma bianca. Le donne portano via Lola e Santuzza, mentre Turiddu, con la scusa di abbracciare Alfio, gli morde l'orecchio: con questo gesto accetta la sfida. Turiddu sa di essere nel torto e si lascerebbe uccidere per espiare la propria colpa, ma non può lasciare sola Santuzza, disonorata dal suo tradimento, dunque combatterà con tutte le sue forze. Alfio gli dà appuntamento a un orto poco distante per duellare.
Turiddu si prepara al duello: prima di recarvisi saluta Lucia, raccomandando di fare da madre a Santuzza se lui non dovesse tornare, poi corre via. Lucia comprende solo allora quanto fossero vere le parole di Santuzza; mentre le due donne si abbracciano, si ode un mormorio venire da lontano; poco dopo una donna urla che Turiddu è morto, gettando tutti nella disperazione.

## Struttura dell'opera
- Preludio
  - Siciliana O Lola, bianca come fior di spino / O Lola c'hai di latti la cammisa (Turiddu fuori scena)
- Coro d'introduzione Gli aranci olezzano (Coro)
- Scena e sortita Dite, mamma Lucia... Il cavallo scalpita (Santuzza, Lucia, Alfio, Coro)
- Scena e preghiera Beato voi, compar Alfio... Inneggiamo il Signor non è morto (Santuzza, Lucia, Alfio, Coro)
- Romanza e scena Voi lo sapete, o mamma... Andate, o mamma, ad implorare Iddio (Santuzza, Lucia)
- Duetto Tu qui, Santuzza (Santuzza, Turiddu)
  - Stornello Fior di giaggiolo (Lola)
- Duetto Il Signore vi manda, compar Alfio (Santuzza, Alfio)
- Intermezzo sinfonico
- Scena e brindisi A casa, a casa, amici... Viva il vino spumeggiante (Turiddu, Lola, Coro)
- Finale A voi tutti salute... Mamma, quel vino è generoso (Santuzza, Turiddu, Lucia, Alfio, Lola, Coro)

## Organico orchestrale
La partitura di Mascagni prevede l'utilizzo di:
- due ottavini, due flauti, due oboi, due clarinetti, due fagotti
- quattro corni, due trombe, tre tromboni, tuba
- timpani, grancassa, piatti, triangolo, tamburo, campane tubolari, frusta
- due arpe (una in orchestra ed una sulla scena), organo
- archi

## Brani celebri
- Preludio. O Lola, c'hai di latti la cammisa (siciliana)
- Gli aranci olezzano, coro introduttivo dell'unico atto.
- Il cavallo scalpita, Alfio
- Inneggiamo, il signore è risorto
- Voi lo sapete, o mamma, aria di Santuzza
- Tu qui, Santuzza, duetto di Santuzza e Turiddu
- Intermezzo sinfonico (tra la VIII e la IX scena)
- Viva il vino spumeggiante, brindisi di Turiddu
- Mamma, quel vino è generoso, Turiddu

L'aria introduttiva O Lola, c'hai di latti la cammisa, detta anche Siciliana, è uno dei due brani in lingua dialettale presenti all'interno del repertorio lirico italiano; il brano non fu inviato subito da Mascagni alla commissione per timore di "azzardare" troppo con un brano in dialetto. L'altro brano è la celebre aria Io de' sospiri dalla Tosca di Puccini, scritta in dialetto romanesco.

## Popolarità dell'intermezzo sinfonico
L'intermezzo, collocato tra la ottava e la nona scena, è il brano più popolare dell'opera. Dalla grande intensità lirica, fortemente evocativo, grazie al suo carattere prettamente sinfonico, interamente basato sull'uso degli archi e dell'arpa e sostenuto dall'organo, ha avuto grande fortuna anche al di fuori del repertorio operistico.
In ambito cinematografico ha fatto da sfondo ad una delle più celebri scene della storia del cinema, quella nel film Il padrino - Parte III. È stato anche usato nei titoli di testa del film Toro scatenato di Martin Scorsese, come tema conduttore del film Il cavaliere di Lagardère di Philippe de Broca e nell'episodio "Strane allucinazioni" della popolare serie americana Ally McBeal. Compare anche nel film di Michael Hoffman del 1999 Sogno di una notte di mezza estate, oltre che nel film italiano Comandante del 2023.
L'intermezzo è presente anche in una scena dell'episodio 31 dell'anime Kenshin Samurai vagabondo.
Il tema centrale è stato rielaborato per una canzone dance dal titolo Will be one dei Datura, è stato ripreso da Vasco Rossi nell'Intro dei live 2007 ed è presente nella canzone Mascagni di Andrea Bocelli.
Tra le celebri esecuzioni c'è quella dei Berliner Philharmoniker diretta da Herbert von Karajan, organista Wolfgang Meyer, album Opera intermezzi del 1968 (Deutsche Grammophon, 139031), pubblicato in Germania, Spagna, Giappone e Regno Unito.
Esiste inoltre una moderna rielaborazione crossover, suonata dal pianista croato Maksim Mrvica.

## Versioni cinematografiche
- Cavalleria rusticana (1916) - film diretto da Ugo Falena
- Cavalleria rusticana (1924) - film diretto da Carmine Gargiulo
- Cavalleria rusticana (1939) - film diretto da Amleto Palermi
- Cavalleria rusticana (1953) - film diretto da Carmine Gallone
- Cavalleria rusticana (1982) - film diretto da Franco Zeffirelli

## Incisioni discografiche
| Anno | Cast (Santuzza, Turiddu, Alfio, Lola, Mamma Lucia)                                        | Direttore            |
| ---- | ----------------------------------------------------------------------------------------- | -------------------- |
| 1930 | Delia Sanzio, Giovanni Breviario, Piero Biasini, Mimma Pantaleoni, Olga de Franco         | Carlo Sabajno        |
|      | Giannina Arangi-Lombardi, Antonio Melandri, Gino Lulli, Maria Castagna, Ida Mannarini     | Lorenzo Molajoli     |
| 1940 | Lina Bruna Rasa, Beniamino Gigli, Gino Bechi, Maria Marcucci, Giulietta Simionato         | Pietro Mascagni      |
| 1953 | Margaret Harshaw, Richard Tucker, Frank Guarrera, Mildred Miller, Thelma Votipka          | Fausto Cleva         |
|      | Zinka Milanov, Jussi Björling, Robert Merrill, Carol Smith, Margaret Roggero              | Renato Cellini       |
|      | Maria Callas, Giuseppe Di Stefano, Rolando Panerai, Anna Maria Canali, Ebe Ticozzi        | Tullio Serafin       |
| 1954 | Elena Nicolai, Mario Del Monaco, Aldo Protti, Laura Didier Gambardella, Anna Maria Anelli | Franco Ghione        |
| 1957 | Renata Tebaldi, Jussi Björling, Ettore Bastianini                                         | Alberto Erede        |
| 1958 | Caterina Mancini, Gianni Poggi, Aldo Protti, Adriana Lazzarini, Aurora Cattelani          | Ugo Rapalo           |
| 1960 | Giulietta Simionato, Mario Del Monaco, Cornell MacNeil, Ana Raquel Satre, Anna Di Stasio  | Tullio Serafin       |
| 1962 | Victoria de los Ángeles, Franco Corelli, Mario Sereni, Adriana Lazzarini, Corinna Vozza   | Gabriele Santini     |
| 1965 | Fiorenza Cossotto, Carlo Bergonzi, Giangiacomo Guelfi                                     | Herbert von Karajan  |
| 1966 | Elena Souliotis, Mario Del Monaco, Tito Gobbi                                             | Silvio Varviso       |
| 1976 | Julia Varady, Luciano Pavarotti, Piero Cappuccilli                                        | Gianandrea Gavazzeni |
| 1978 | Renata Scotto, Plácido Domingo, Pablo Elvira                                              | James Levine         |
| 1983 | Elena Obraztsova, Plácido Domingo, Renato Bruson                                          | Georges Prêtre       |
| 1989 | Agnes Baltsa, Plácido Domingo, Juan Pons                                                  | Giuseppe Sinopoli    |
| 1990 | Jessye Norman, Giuseppe Giacomini, Dmitrij Hvorostovskij                                  | Semyon Bychkov       |
| 1996 | Waltraud Meier, José Cura, Paolo Gavanelli, Anna Maria di Micco, Tiziana Tramonti         | Riccardo Muti        |
| 2002 | Paoletta Marrocu, Andrea Bocelli, Stefano Antonucci, Enkelejda Shkosa, Elena Belfiore     | Steven Mercurio      |
| 2003 | Madelyn Renée Monti, Antonio De Palma, Mauro Buda, Angela Bonfitto, Ambra Vespasiani      | Elisabetta Maschio   |